# كيومرث بور هاشمي
كيومرث بور هاشمي (بالفارسية: کیومرث پورهاشمی) ويُعرف أيضًا بـ الحاج هاشم، هو قائد عسكري إيراني يحمل رتبة عميد، قُتل في معركة حلب خلال عملية هجوم شمال غرب سوريا من قبل مجموعات المعارضة السورية في تاريخ 28 نوفمبر (تشرين الثاني) 2024م.